# 韋斯特海姆鎮區 (明尼蘇達州萊昂縣)
韋斯特海姆鎮區（英語：Westerheim Township）是位於美國明尼蘇達州萊昂縣的一個行政鎮區。

## 地方資料
韋斯特海姆鎮區的面積為93.92平方千米，當中陸地面積為93.90平方千米，而水域面積為0.02平方千米。根據2020年美國人口普查的數據，當地共有人口226人，而人口密度為每平方千米2.41人。